# Saltamarges
Saltamarges és un segell discogràfic català independent nascut a Girona al 2011 principalment enfocat a la música hardcore punk i a la cultura DIY. Apart de l'edició i coedició en format físic de les seves referències (majoritàriament en disc fonogràfic de vinil i casset) i la programació de concerts entre altres activitats, a partir del 2017 consolida de forma anual el seu propi festival Saltamarges Fest